# Jet Jongeling
Jet Jongeling née en 1977 à Delft, est une coureuse cycliste professionnelle néerlandaise.

## Palmarès sur route
- 1994
  -  Championne des Pays-Bas sur route espoirs
- 1995
  -  Championne des Pays-Bas du contre-la-montre
- 1996
  - 2e du championnat des Pays-Bas du contre-la-montre

## Palmarès sur piste

### Championnats nationaux
- 1995
  - 2e de la poursuite
  - 3e du 500 mètres
- 1996
  - 2e de la poursuite
  - 2e du 500 mètres

## Palmarès en cyclo-cross
- 1994
  - 2e du championnat de Pays-Bas